# Теодосије Марићевић
Теодосије Марићевић (Орашац, око 1770 — Орашац, мај 1804) био је кнез Орашца и Јасенице и трговац.

## Биографија
Теодосије Марићевић је рођен у Орашцу, не зна се тачно које године али се предпоставља око 1770 године. Његова породица, тачније деда је дошао у Орашац из Роваца, место Веље Дубоко. Кренули су пут Шумадије, како се памти после велике природне катастрофе око 1715-1720. године у Вељу Дубоком када се излило Капетаново језеро и поплавило пашњаке. Марићевићи воде порекло од родоначелника Ровачког племена Гојака и његовог сина Шћепана (Стјепана). Његов ортак је био и Младен Миловановић. Уочи устанка био је кнез у Орашцу и у Јасеници. Учествовао је на Збору у Орашцу (14. фебруара 1804), која је одлучивала о избору вође устанка. Одбио је предлог скупштине да постане вођа, изговарајући се да као кнез треба да штити народ у случају да устанак не успе, што не би могао као вођа устанка, фактички хајдук, и предложио избор Карађорђа. У првој фази устанка био је један од најугледнијих устаничких старешина.
Његовом несмотреношћу, Срби су доживели мањи пораз у првом сукобу с Турцима код Баточине (средином априла 1804), а Тосун-ага је успео да се без борбе пробије друмом који је он чувао. Због тога је Карађорђе подозревао на издају.
Када је схватио да у Карађорђеву корист губи власт у кнежини, прешао је у опозицију, први од устаничких старешина. Отворено се сукобио с Карађорђем на скупштини у Пећанима, близу Остружнице (6. маја 1804), тражећи да он лично плати пречанским трговцима за набављени барут и друге ратне потребе, јер је он вођа устанка. Назвао га је тиранином, који тиранише горе од дахија. Током свађе покушао је да убије Карађорђа, али му је пушка затајила и Карађорђе га је тешко ранио. Рањен је однет у Орашац, где је после неколико недеља умро и био сахрањен у родном селу. Његов гроб се налази у дворишту Цркве Вазнесења Господњег.